# くりこま高原温泉郷
くりこま高原温泉郷（くりこまこうげんおんせんきょう）は、宮城県栗原市（旧国陸奥国）にある温泉。

## 泉質
- 塩化物泉、硫黄泉
  - 泉温　32〜75℃

## 温泉地
栗駒山の登山口付近、標高600メートルの山中に日帰り入浴が可能な宿泊施設が2軒存在する。2軒はそれぞれ源泉が異なっている。
一部のサイトでは、当温泉郷に温湯温泉を含めることもある。
宿泊施設
- くりこま高原温泉郷　ハイムザール栗駒
- 新湯温泉くりこま荘

## 歴史
栗駒温泉は1720年（享保5年）に開湯したとされる。一方のくりこま高原温泉郷は開湯してから380年と伝わっている。

## アクセス
- JR東北新幹線・くりこま高原駅からバスで50分。
- 東北自動車道 若柳金成ICより車で40分。